# 水鳥鐵夫
水鳥 鐵夫（みずとり てつお、1938年12月25日 - 2010年7月14日）は、日本の男性声優、演出家。アーツビジョン所属。東京都出身。旧芸名は水鳥鉄夫（読み方同じ）。

## 経歴
日本大学中退。
生前は劇団七曜会、劇団風、劇団河、ぷろだくしょんバオバブ、アーツビジョンに所属していた。
勝田声優学院で講師をしていた関係で高木渉らが劇団あかぺら倶楽部を旗揚げの際には演技指導や演出面などで全面協力し劇団員をバックアップした。高木によると「声優である前に俳優であれ」という人物であり、授業内容も主に1年を通して1本の戯曲を取り上げるものが多かったという。同声優学院の教え子に三石琴乃、関智一がいる。2000年代からは演出家なども精力的に活動していた。
2010年7月14日午後16時01分に死去。71歳没。死因などの詳細は公表されていないが、所属事務所のアーツビジョンによれば、晩年は病気療養中だったという。また、死去に際しアーツビジョンや劇団あかぺら倶楽部などが追悼の意を発表し、水鳥がブロッケンJr.役などで出演した『キン肉マン』の原作者ゆでたまごの原作担当・嶋田隆司も長い間、年賀状でのやりとりをしていたことと、「わたしどもはより一層ブロッケンを光輝くキャラクターに育てあげます」ということを述べた。

## 人物・特色
声種はバリトン。
よく苗字を「水島（みずしま）」と読み間違えられる。また、雑誌などでの誤植も多い。教え子の関智一からは裏では「鐵夫」と下の名前で呼ばれていた。ただし、関は水鳥本人を前にした時、オフィシャルな場ではちゃんと「水鳥さん」、「水鳥先生」と呼んでいたという。水鳥の墓は関が所属するアトミックモンキーのすぐ傍にあり、東京タワーの麓の寺にあるという。
高音から低音、コミカルまで演技の幅が広かった。
趣味は手作り（食品・家具小物類）。

## 後任
水鳥の死後、持ち役を引き継いだ人物は以下の通り。
| 後任     | 役名               | 概要作品            | 後任の初担当作品                                     |
| -------- | ------------------ | ------------------- | ---------------------------------------------------- |
| 石井康嗣 | 木下鉄丸           | 『忍たま乱太郎』    | 第18期第82話                                         |
| 高戸靖広 | ゾルド             | 『ドラゴンボールZ』 | ゲーム『ドラゴンボールヒーローズ』                   |
| 茶風林   | 松野松造(とうさん) | 『おそ松くん』第2作 | 『CRおそ松くん』                                     |
| 龍田直樹 | 与作さん           | 『キン肉マン』      | CM『常盤薬品 眠眠打破VSキン肉マン 夢の超人タッグ篇』 |

## 出演
太字はメインキャラクター。

### テレビアニメ
1967年
- かみなり坊やピッカリ・ビー

1968年
- 怪物くん
- 巨人の星（1968年 - 1969年）
- サスケ（武将、忍者 他）
- 佐武と市捕物控（日啓）

1969年
- ウメ星デンカ
- 忍風カムイ外伝（忍者、テブリ、アギト 他）

1970年
- アタックNo.1
- いじわるばあさん

1971年
- 新オバケのQ太郎

1972年
- 赤胴鈴之助
- 海のトリトン（イルカA、ゴルセノス）
- かいけつタマゴン
- 樫の木モック（紳士）
- ど根性ガエル（1972年 - 1974年）

1973年
- キューティーハニー（1973年 - 1974年）
- ジャングル黒べえ（パオパオ）
- ドラえもん（日本テレビ版）

1974年
- アルプスの少女ハイジ（塔守）
- ウリクペン救助隊（ウルフ）
- ドロロンえん魔くん

1975年
- グレートマジンガー（超人将軍ユリシーザー）
- タイムボカン（イゴール）
- はじめ人間ギャートルズ
- フランダースの犬（ジェスタス）
- みつばちマーヤの冒険（ミズカマキリ）

1976年
- 母をたずねて三千里（魚屋）
- ブロッカー軍団IVマシーンブラスター（警官A）
- ポールのミラクル大作戦（兵士A）
- マシンハヤブサ（岩田鉄次）
- まんが 花の係長
- ろぼっ子ビートン（ガキレンジャー）

1977年
- あしたへアタック!（解説）
- 一発貫太くん（おじいさん）
- 恐竜大戦争アイゼンボーグ（鳥居博士）
- 女王陛下のプティアンジェ（アルフレッド、中国人、シャポー）
- 超電磁マシーン ボルテスV（カットレー）
- ドカベン（1977年 - 1979年、正ちゃん / 魚正、番頭、酒屋の主人、甲府学院監督 他）
- 若草のシャルロット（馭者、トムソン）

1978年
- 家なき子
- SF西遊記スタージンガー（モンパー）
- 闘将ダイモス（首相）
- はいからさんが通る（狸小路伯爵）
- ペリーヌ物語
- 未来少年コナン（クズウ、水夫B、ルカ）
- 野球狂の詩（肉万のおやじ）
- ルパン三世（第2作）（1978年 - 1980年）

1979年
- 円卓の騎士物語 燃えろアーサー（宿の主人）
- 機動戦士ガンダム（ガデム）
- ザ☆ウルトラマン（1979年 - 1980年、船長 他）
- シートン動物記 りすのバナー（あらい熊）
- ドラえもん（テレビ朝日版）（1979年 - 2004年、男、動物学者、おじさん、漁師、警察官、顔左ェ門、ボス、魔人、泥棒、警察署長）
- 未来ロボ ダルタニアス（船長）
- 無敵鋼人ダイターン3（ヤルキー）

1980年
- あしたのジョー2（1980年 - 1981年）
- 怪物くん（ゴリラキング、サルー酋長 他）
- こぐまのミーシャ（リスキー）
- 釣りキチ三平（おやじ）
- 伝説巨神イデオン（リミッター）
- ニルスのふしぎな旅（1980年 - 1981年、オンドリ、スベン、ディライト 他）
- 無敵ロボ トライダーG7（警察官）
- 森の陽気な小人たちベルフィーとリルビット（ロック）

1981年
- 愛の学校クオレ物語（校長先生）
- おはよう!スパンク
- まいっちんぐマチコ先生（PTA会長）
- 六神合体ゴッドマーズ（ベータ）
- ワンワン三銃士（影）

1982年
- うる星やつら（1982年 - 1983年、医者 他）
- さすがの猿飛（署長）
- 逆転イッパツマン（佐藤出張員、将軍）
- ときめきトゥナイト（巨大ギャング）
- Dr.スランプ アラレちゃん（1982年 - 1986年、栗頭先生、イヌ）
- 魔法のプリンセス ミンキーモモ（父親、オットリー、ブルート、社長）
- 南の虹のルーシー（ジャムリング）

1983年
- キン肉マン（1983年 - 1986年、与作さん、ブロッケンJr.、フランキー、ブロッケンマン、ワイルドバクト）
- キャプテン翼（岬の父、一平）
- 新みつばちマーヤの冒険（牛アブの王様）
- スプーンおばさん（フロッガー、ミント）
- 装甲騎兵ボトムズ（参謀B、副官B）
- パーマン（カラス、ギャングのボス、土人A、二人組兄、教授、八百屋の主人、親分、神主、男A）
- ピュア島の仲間たち（カチカチ）
- フクちゃん（泥棒）
- プラレス3四郎（男）
- 未来警察ウラシマン（チャン・リー）

1984年
- OKAWARI-BOY スターザンS（ペンタの父、異星人）
- キン肉マン 決戦!!7人の超人VS宇宙野武士（与作さん）
- 星銃士ビスマルク（グプタ、所長、隊長）
- チックンタックン（チックンの父）

1985年
- 蒼き流星SPTレイズナー（チフレンコ）
- あした天気になあれ
- おねがい!サミアどん
- 忍者戦士飛影（ガス）
- へーい!ブンブー（神父）
- 夢の星のボタンノーズ（機関士）

1986年
- 宇宙船サジタリウス（老人）
- 機動戦士ガンダムΖΖ（責任者、ネオ・ジオン兵士）
- ハイスクール!奇面組（岡本鱈宇）
- Bugってハニー（1986年 - 1987年、長浜さん 他）
- めぞん一刻（タケシ）

1987年
- アニメ三銃士（宿屋の主人）
- エスパー魔美（木美子先生、所長）
- 機甲戦記ドラグナー（司令官）
- シティーハンター（サンチェス、社長）
- 北斗の拳2（ゲイラ）

1988年
- 美味しんぼ（オーナー、男A、印刷工場社長、客）
- おそ松くん（1988年 - 1989年、とうさん、ベシ 他）
- シティーハンター2（社長）
- ビックリマン（宝玉神）
- ビリ犬（獣医）
- ホワッツマイケル（加世子の祖父）
- 魔神英雄伝ワタル（タッチーダウン）
- ミスター味っ子（1988年 - 1989年、ケペル飯島、垂目林太郎）

1989年
- アイドル伝説えり子（平田堅三）
- 青いブリンク（ブラウン、店員、タザロ）
- 昆虫物語 みなしごハッチ（鋸カミキリ）
- シティーハンター3（オールマン）
- ジャングル大帝（船長）
- 獣神ライガー（医者）
- たいむとらぶるトンデケマン!（趙高）
- まじかるハット（行司）

1990年
- NG騎士ラムネ&40（長老）
- おぼっちゃまくん（1990年 - 1992年、お茶魔水博士、召使い）
- 機動警察パトレイバー（牧）
- 雲のように風のように
- チンプイ（社長）
- 平成天才バカボン（にせ息子の父、屋台のおやじ、石のおやじ、現場監督、源さん、やおやさん、同志だドー、旅館の主人、科学者 他）
- もーれつア太郎（おじさん）
- YAWARA!（1990年 - 1992年、乗っ取り犯、緒形監督）

1991年
- OH!MYコンブ（ムスビの父）
- 機甲警察メタルジャック（首相、室田オーナー）
- ドラゴンボールZ（ゾルド）
- 21エモン（監督、市長）
- 丸出だめ夫（校長）
- RPG伝説ヘポイ（ケポナス）

1992年
- クッキングパパ（1992年 - 1995年、深井治〈2代目〉、オヤジ）

1993年
- クレヨンしんちゃん（1993年 - 1997年、先生、医者、ボス 他）
- 忍たま乱太郎（1993年 - 2010年、木下鉄丸〈初代〉、紙すき仙人）

1995年
- 鬼神童子ZENKI（和泉三郎景家）

1996年
- 名探偵コナン（1996年 - 2006年、強盗B、津曲水貴、桐下、寿司屋の店主）

1998年
- ケチャップ（パパ・スカンピ、ズッキーニ）
- ふしぎなメルモ（リニューアル版）（神様B、社長、作業員C）
- MASTERキートン（モンロー分署長）

2003年
- R.O.D -THE TV-（老人）
- ストラトス・フォー（艇長）
- それいけ!アンパンマン（鉄骨ホラーマンブルー）

2004年
- 攻殻機動隊 S.A.C. 2nd GIG（田所ツトム）
- 爆裂天使（組長）

2005年
- 交響詩篇エウレカセブン（近所の人B）
- ブラック・ジャック（太一の親父）

2009年
- スレイヤーズEVOLUTION-R（猟師）

### 劇場アニメ
1981年
- あしたのジョー2
- 怪物くん 怪物ランドへの招待（ゴリラキング）
- 機動戦士ガンダム（ガデム）

1983年
- ザブングル・グラフティ

1984年
- 風の谷のナウシカ（コマンド）
- キン肉マン 奪われたチャンピオンベルト（与作さん、ブロッケンJr.）
- キン肉マン 大暴れ!正義超人（与作さん、ブロッケンJr.）
- 忍者ハットリくん+パーマン 超能力ウォーズ（男A）

1985年
- キン肉マン 正義超人vs古代超人（ブロッケンJr.、与作さん）
- キン肉マン 逆襲!宇宙かくれ超人（ブロッケンJr.、与作さん）
- キン肉マン 晴れ姿!正義超人（ブロッケンJr.、与作さん）
- Dr.スランプ アラレちゃん ほよよ!夢の都メカポリス

1986年
- キン肉マン ニューヨーク危機一髪!（ブロッケンJr.、与作さん）
- キン肉マン 正義超人vs戦士超人（ブロッケンJr.、与作さん）
- スーパーマリオブラザーズ ピーチ姫救出大作戦!（カメ達）

1989年
- おそ松くん スイカの星からこんにちはザンス!（とうさん）

### OVA
- キン肉マン 世紀の大決戦 アイドル超人VS悪魔超人（年数不明、ブロッケンJr.）
- ダロス（1983年、ポリス）
- アーバンスクウェア 琥珀の追撃（1986年、管理事務所のおじさん）
- キン肉マンの交通安全（1986年、与作さん）
- 笑う標的（1987年、村人）
- 銀河英雄伝説（1989年、ブロンズ中将）
- おそ松くん イヤミはひとり風の中（1990年、とうさん）
- おざなりダンジョン 風の塔（1991年、フォロン）
- 魔宮戦場 Vol.1 ゴッド・ブラッド（1991年、ルディ・ボシュイッツ刑事）
- 紺碧の艦隊（1999年、熊谷直）

### ゲーム
1992年
- 未来少年コナン（ガル）※PCエンジン版

1993年
- 藤子不二雄Aの笑ゥせぇるすまん（編集長、鬼兵）

1997年
- 私立ジャスティス学園 LEGION OF HEROES（島津英雄）

1998年
- エコーナイト（ピーター・スクーナー）
- 機動戦士ガンダム ギレンの野望（ガデム）

1999年
- 私立ジャスティス学園 熱血青春日記2（島津英雄）

2000年
- SDガンダム GGENERATION（2000年 - 2006年、ガデム） - 3作品
- 機動戦士ガンダム ギレンの野望 ジオンの系譜（ガデム）
- サモンナイト（ウィゼル）
- 燃えろ!ジャスティス学園（島津英雄）

2002年
- 機動戦士ガンダム ギレンの野望 ジオン独立戦争記（ガデム）
- 機動戦士ガンダム戦記 Lost War Chronicles（ガデム）
- shinobi（伯楽）

2003年
- 機動戦士ガンダム ギレンの野望 特別編 蒼き星の覇者（ガデム）
- アークス・ファタリス 日本語版（イガク）
- 機動戦士ガンダム めぐりあい宇宙（ガデム）

2005年
- NAMCO x CAPCOM（島津英雄、グランドマスター）

2008年
- 機動戦士ガンダム ギレンの野望 アクシズの脅威（ガデム）

2009年
- 機動戦士ガンダム ギレンの野望 アクシズの脅威V（ガデム）

2011年
- 機動戦士ガンダム 新ギレンの野望（ガデム）
- 機動戦士ガンダム PERFECT ONE YEAR WAR（ガデム、マッシュ、バロム）

### ドラマCD
- 私立ジャスティス学園ドラマアルバム 〜ねらわれた太陽学園 熱血死闘編〜（島津英雄、毛利）

### 吹き替え

#### 映画
- アイアン・イーグル ※TBS版
- 悪魔の植物人間（バーンズ〈マイケル・ダン〉）
- アバランチエクスプレス（スパイ2）
- インカ王国の秘宝
- ウルトラ6兄弟VS怪獣軍団（仏像泥棒のリーダー〈カン・ボンチョ〉）[注 4]
- エアポート'80（マルコフ）
- 駅馬車 ※テレビ朝日版
- 黄金の七人（旅行案内）※日本テレビ版
- 怪奇!血のしたたる家（マーチン巡査部長〈ジョン・コルコルム〉）
- カサンドラ・クロス（出札係）※日本テレビ版（BD収録）
- 合衆国最後の日（ホーン〈ライオネル・マートン〉）
- 眼下の敵 ※テレビ朝日新録版
- 禁じられた遊び（ジョルジュ・ドレ〈ジャック・マラン〉）※日本テレビ版
- 空中大脱走
- クランスマン（タガート〈ジョン・ピアース〉）
- クレージーモンキー 笑拳（大熊〈チェン・フーシェン〉）※日本テレビ版
- 群盗荒野を裂く（レイモンド〈ホセ・マヌエル・マルティン〉）
- 好奇心
- 荒野の用心棒 ※テレビ朝日新録版
- サイレンサー/待伏部隊
- ジェット・ローラー・コースター
- 幸福（ポール〈ポール・ヴェキアリ〉）
- シノーラ（エミリオ）
- ジャックと悪魔の国（シーガード〈バリー・ケリー〉）
- 新ポリス・ストーリー Pom Pom（アフン〈ジョン・シャム〉）
- セルピコ（ギルバート警視〈ジョン・レーン〉）※テレビ朝日版（思い出の復刻版ブルーレイに収録）
- 太平洋の虎鮫（ホワイトヘッド将軍〈ネルソン・リー〉）
- デルタフォース2（ジョン・ペイジ〈リチャード・ジャッケル〉）
- 遠すぎた橋（兵士）※日本テレビ版
- 特攻大作戦（ウォーデン将軍〈アーネスト・ボーグナイン〉、アーチャー・マゴット〈テリー・サバラス〉）
- トランザム7000（リトル・イーノス〈ポール・ウィリアムズ〉）
- ナショナル・ランプーン/クリスマス・バケーション（フランク・シャーリー〈ブライアン・ドイル＝マーレイ〉）
- ニューヨーク東8番街の奇跡（ガス）※フジテレビ版
- バーチャル・ウォーズ
- ハイティーン襲撃（マリオ）
- 100万ドルの血斗（ジョン・グッドフェロー〈グレッグ・パーマー〉、モーゼス・ブラウン）
- ブレイクアウト（ソーサ）
- ベイビー・トーク（フライシャー医師〈ドン・S・デイヴィス〉）※ソフト版
- マッカーサー（ジョージ・マーシャル将軍〈ウォード・コステロ〉）※TBS版
- マッドマックス2 ※フジテレビ版
- マンハッタン無宿 ※日本テレビ版
- ミズーリ・ブレイク（ヘルズゲートの牧場主）
- ミュート・ウィットネス/殺しの撮影現場（ウラジーミル・ペカル警部）
- メジャーリーグ（チャーリー・ドノヴァン〈チャールズ・サイファース〉）
- やかまし村の子どもたち
- 奴らを高く吊るせ!
- ユン・ピョウ in ドラ息子カンフー（座長）※ビデオ版

#### ドラマ
- X-ファイル ラザロ ※テレビ朝日版
- 奥さまは魔女
- 俺がハマーだ! シーズン1 #12（エルネスト・ゴメス）
- 刑事コロンボシリーズ
  - パイルD-3の壁（市役所職員）
  - 意識の下の映像（マーレイ刑事）
  - 祝砲の挽歌（牧師）
  - 権力の墓穴（アル・コモ）
- 三国志演義（公孫瓚、程普）※NHK-BS2版
- ジェシカおばさんの事件簿 ああ獄中に30年（シャープ警部〈ラス・マリン〉）
- シャーロック・ホームズの冒険「入院患者」（強盗1）
- 私立探偵マグナム（マクレノルズ中尉）※テレビ東京版
  - シーズン2 #18（ジャック・マーティン）、#19（エド・カンファー中尉）
- 新スーパーマン（バーナード・クライン博士〈ケネス・キミンス〉）
- スパイ大作戦
  - 海底に消えたダイヤ（警備員B、ダイバー）
  - 毒ガス! 全市滅亡の危機（整備士、釣人）
  - 殺しのジェット空輸（レナ大尉、警官(3)）
  - ブーデゥー教の怪（ケルソ）
- 特捜刑事マイアミ・バイス
  - シーズン1 #13（ハーブ・ロス）
  - シーズン3 #5（リー・アトキンズ〈ジョン・スペンサー〉）、#11（フランケル刑事、トミー・バークレー）
- ナルニア国物語（カシラ）
- 二人で探偵を（マリオット警部〈アーサー・コックス〉）
- 名探偵ポワロ 誘拐された総理大臣（替え玉の首相）※NHK版
- モンスターズ シーズン1 #9（レスター）

#### 海外人形劇
- キャプテン・スカーレット
  - 無人戦車ユニトロン!（ピート、保安部）
  - 地球の翼を守れ!（SPV管理者）
  - 地獄の猛火!（作業員）
  - 原子炉爆発寸前!（セネカ建設技師）
  - スペクトラムの暗号をねらえ!（給仕）
- サンダーバード
  - 原子炉の危機（ウェイド）
  - クラッブロガーの暴走（ピーターソン、ロボティック社守衛）
- ロンドン指令X
  - 新兵器アクアタンク（守衛）
  - 空飛ぶクラシック・カー（原始人）

#### アニメ
- スマーフ（パパスマーフ）

### パチンコ・パチスロ
- CRぱちんこキン肉マン（ブロッケンJr.）
- パチスロキン肉マン（ブロッケンJr.、与作さん）

### 特撮
- ロボット刑事（1973年、テナガマンの声、ガンリキマンの声）
- 恐竜戦隊コセイドン（1978年 - 1979年、総監ザジの声、ギラ・ラマ軍団長の声、ジュリー（植物生命体コスモプラム）の声）
- ウルトラマン80（1980年、第3話の苦情電話の声、第4話のニュースの声、バルタン星人〈五代目〉の声）
- アンドロメロス（1983年、マグマ星人三人衆のリーダーの声、シズルンの声、ザビデンの声、グア兵の声）
- 未来戦隊タイムレンジャー（2000年、賭博師ベリトの声）

### その他コンテンツ
- 機動戦士ガンダム0079カードビルダー（ガデム）

## 演出
- 劇団あかぺら倶楽部公演
- 宇宙伝説ユリシーズ31（日本語版演出、NHK版）
- 新トムとジェリー（日本語版演出、バンダイビジュアル）
- イソップワールド（音響監督）